# Cottonwood (Dakota du Sud)
Pour les articles homonymes, voir Cottonwood.
Cottonwood est une municipalité américaine située dans le comté de Jackson, dans l'État du Dakota du Sud.
La localité est fondée sous le nom d'Ingham en 1906, du nom de l'un de ses premiers habitants. Elle adopte plus tard le nom de Cottonwood, en référence à un ruisseau. Cottonwood connait une forte croissance dans les années 1930, où elle compte jusqu'à 191 habitants. Durement touchée par la Grande dépression, la localité retombe sous les 100 habitants dans les années 1950 et voit ses écoles fermer.
En juin 2016, ses habitants votent par sept voix contre quatre en faveur du maintien d'une municipalité.

## Démographie
Selon le recensement de 2010, Cottonwood compte 9 habitants. La municipalité s'étend sur 0,92 milles carrés (2,38 km2).
| 1920 | 1930 | 1940 | 1950 | 1960 | 1970 |
| ---- | ---- | ---- | ---- | ---- | ---- |
| 121  | 191  | 118  | 102  | 38   | 16   |

| 1980 | 1990 | 2000 | 2010 | - | - |
| ---- | ---- | ---- | ---- | - | - |
| 4    | 12   | 6    | 9    | - | - |